# Three Guys Named Mike
Three Guys Named Mike is een Amerikaanse filmkomedie uit 1951 onder regie van Charles Walters. Destijds werd de film in Nederland uitgebracht onder de titel Wie van de drie.

## Verhaal
De jonge stewardess Marcy Lewis wordt het hof gemaakt door drie mannen die Mike heten. Haar vrijers zijn een piloot, een hoogleraar en een zakenman. In het begin weet ze de drie relaties in stand te houden. Als de mannen erachter komen dat ze geïnteresseerd zijn in hetzelfde meisje, moet Marcy een keuze maken.

## Rolverdeling
| Acteur              | Personage         |
| ------------------- | ----------------- |
| Jane Wyman          | Marcy Lewis       |
| Van Johnson         | Mike Lawrence     |
| Howard Keel         | Mike Jamison      |
| Barry Sullivan      | Mike Tracy        |
| Phyllis Kirk        | Kathy Hunter      |
| Anne Sargent        | Jan Baker         |
| Jeff Donnell        | Alice Raymend     |
| Herbert Heyes       | Scott Bellemy     |
| Robert Sherwood     | Benson            |
| Don McGuire         | MacWade Parker    |
| Barbara Billingsley | Ann White         |
| Hugh Sanders        | Mijnheer Williams |
| John Maxwell        | Dr. Matthew Hardy |
| Lewis Martin        | C.R. Smith        |
| Ethel Wells         | Zichzelf          |
| Sydney Mason        | Osgood            |
| Percy Helton        | Mijnheer Hawkins  |